# Bildungsstätte Bredbeck

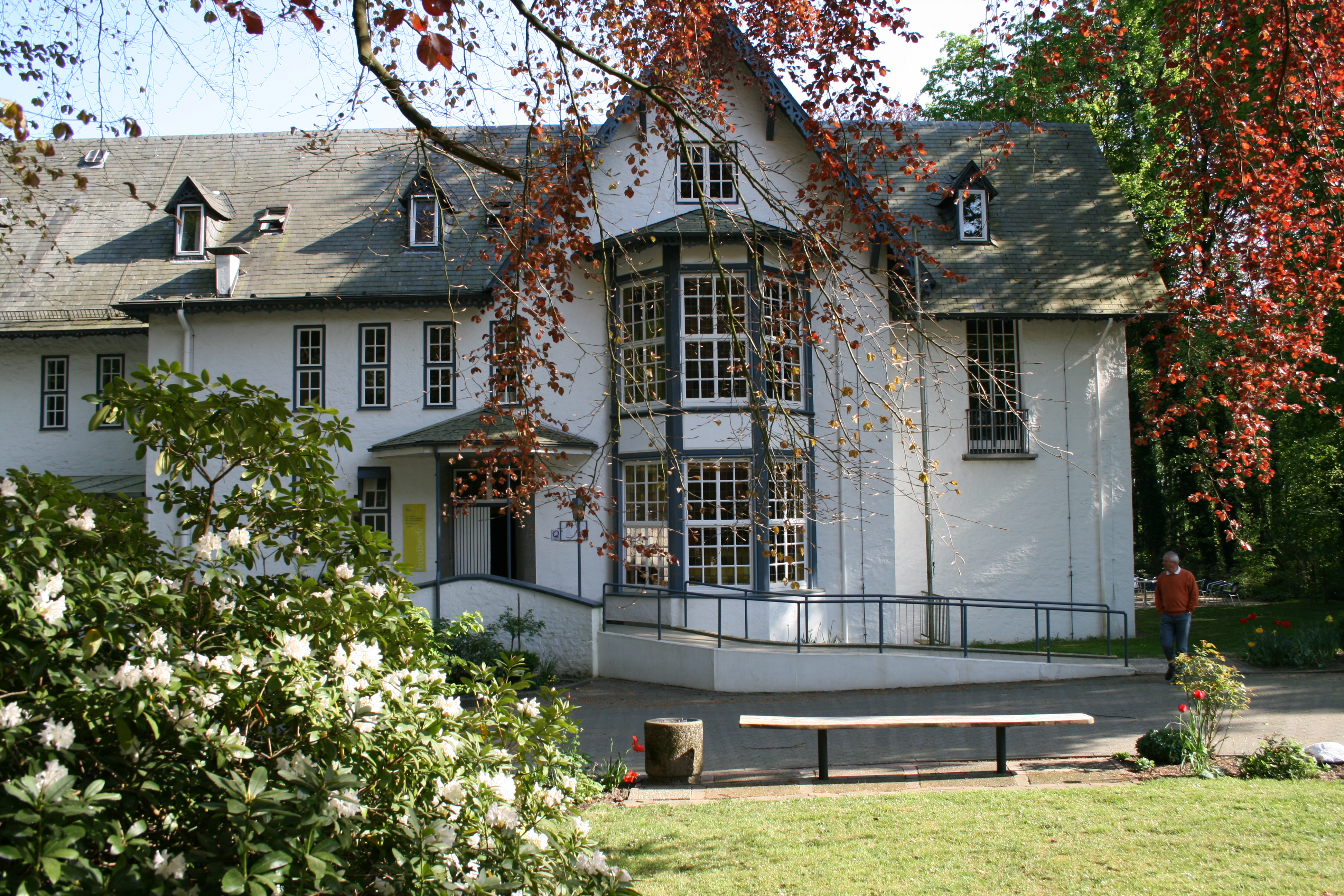
Die Bildungsstätte Bredbeck

Die Bildungsstätte Bredbeck (bis 2016: Tagungshaus Bredbeck) ist die Bildungsstätte des Landkreises Osterholz. Sie wurde 2013 als niedersächsische Heimvolkshochschule anerkannt. Gegründet wurde die Einrichtung 1976 als „Jugendbildungsstätte Bredbeck“ auf dem Gelände des heutigen Landschaftsschutzgebiets Bredbeck nördlich von Osterholz-Scharmbeck am Rande des Teufelsmoors nördlich von Bremen.

## Die Einrichtung
Das 1850 errichtete Herrenhaus dient der Bildungsstätte als Seminar-, Büro- und Verwaltungsgebäude, in dem sich zusätzlich die Küche und der Speisesaal befinden. Für die Seminargäste befinden sich mehrere Übernachtungs- und Seminarhäuser, Sport- und Freizeitanlagen auf dem Gelände. Eine wichtige Zielgruppe ist die Bevölkerung des Landkreises Osterholz. Ein besonderes Merkmal der Einrichtung ist die Kombination aus politischer und kultureller Erwachsenen- und Jugendbildung. Die Einrichtung ist Mitglied im Arbeitskreis deutscher Bildungsstätten.
Die Einrichtung verfolgt ein breites Bildungsangebot mit dem Ziel, „Bildung für alle unter einem Dach“ anzubieten. Die Bildungsstätte Bredbeck veranstaltet jährlich etwa 150 offen ausgeschriebene Seminare. Inhaltlich orientieren sich diese an aktuellen Fragestellungen aus Kultur, Gesellschaft und Politik, die unter anderem in Form von Jahresthemen aufgegriffen werden. Charakteristisch für die Seminartätigkeit in Bredbeck ist ein handlungsorientierter, partizipativer Ansatz.
Das pädagogische Team besteht aus fünf Bildungsreferenten. Der Studienleiter ist Frank Bobran, die stellvertretende Leitung ist Ursula Grzeschke. Außerdem arbeiten 12 Mitarbeiter in Küche, Hauswirtschaft, Hausmeisterei, Controlling und Verwaltung daran, Teilnehmern ideale Lern- und Begegnungsbedingungen zu ermöglichen. Übergeordnetes Ziel ist es, den Gästen Möglichkeiten zur freien Entfaltung ihrer Persönlichkeit zu eröffnen. Die Bildungsarbeit ist darauf ausgerichtet, Politik erfahrbar zu machen und die erforderlichen Kenntnisse, Fähigkeiten und Fertigkeiten zur Mitgestaltung der Gesellschaft zu vermitteln.

## Thematisches Spektrum
Das thematische Spektrum der Bildungsstätte Bredbeck lässt sich in drei Schwerpunkten darstellen.
- Das Fachprogramm beinhaltet Fortbildungen für Fachkräfte des sozialen Sektors, wie Erzieherinnen und Mitarbeiter in der Jugendarbeit und Jugendhilfe.
- Im Programm der offenen Erwachsenenbildung werden Seminare zu kultureller Bildung, Persönlichkeitsentwicklung, internationaler Bildung und politischer (Jugend-)Bildung angeboten.
- Die Sparte „Erleben Lernen“ fokussiert mit dem mobilen Hochseilgarten Bredbeck, Moorlabor, Geestpfad und Jugendgästehaus auf die Zielgruppe Jugend und wendet sich in erster Linie an Gruppen, wie zum Beispiel Schulklassen. Inhaltlich geht es in der Sparte Erleben Lernen um Lernen durch Erfahrung, Teambuilding, Konfliktmanagement und Bildung zur nachhaltigen Entwicklung.

## Historie des Geländes Bredbeck
1543 standen in Bredbeck zwei Bauernhöfe.
1850 erwarb der Tuchfabrikant und Kommerzienrat Martin Schmand aus Scharmbeck den ersten Hof in Bredbeck und errichtete an seinem Ufer ein Herrenhaus – das heutige Haupthaus der Bildungsstätte.
1889 übernahmen zwei Brüder aus Geestemünde Gut und Ländereien. Aus dem Herrenhaus wurde eine Gastwirtschaft.
1937 übernahm die Familie Borgward das Gut als Sommersitz.
1940 wurde der „Reichsfiskus Luftfahrt“ des Deutschen Reiches Eigentümer der Ländereien.
1942 übernahm die Landesversicherungsanstalt Oldenburg das Herrenhaus und den umliegenden Park und eröffnete eine Lungenheilanstalt.
1971 erwarb der Landkreis Osterholz das Herrenhaus mit dem Park.
1976 öffnete die Jugendbildungsstätte Bredbeck des Landkreises Osterholz.
1998 wurde aus der Jugendbildungsstätte das Tagungshaus Bredbeck, das seither als Eigenbetrieb des Landkreises Osterholz wirtschaftlich selbstständig arbeitet.
2006 wurde das Tagungshaus Bredbeck zum Zentrum für präventive Pädagogik.
2013 wurde das Tagungshaus Bredbeck als niedersächsische Heimvolkshochschule (HVHS) anerkannt.

## Lage
Die Bildungsstätte Bredbeck liegt zwischen Bremen und Bremerhaven in Freißenbüttel (Osterholz-Scharmbeck). Das Landschaftsschutzgebiet befindet sich auf einem Geestrücken am Rande des Teufelsmoors. Die Parkanlage aus dem 19. Jahrhundert ist noch gut zu erkennen. Auf dem größtenteils bewaldeten Gelände befinden sich zwei Teiche, ein Bachlauf und ein historisches Hügelgrab.